# Kerékpározás az 1952. évi nyári olimpiai játékokon
Az 1952. évi nyári olimpiai játékokon a kerékpározás versenyek hat számból álltak.

## Éremtáblázat
Az egyes számoszlopok legmagasabb értéke, vagy értékei vastagítással kiemelve.
| Az 1952. évi nyári olimpiai játékok éremtáblázata kerékpározásban | Az 1952. évi nyári olimpiai játékok éremtáblázata kerékpározásban | Az 1952. évi nyári olimpiai játékok éremtáblázata kerékpározásban | Az 1952. évi nyári olimpiai játékok éremtáblázata kerékpározásban | Az 1952. évi nyári olimpiai játékok éremtáblázata kerékpározásban | Olimpia  |
| ----------------------------------------------------------------- | ----------------------------------------------------------------- | ----------------------------------------------------------------- | ----------------------------------------------------------------- | ----------------------------------------------------------------- | -------- |
|                                                                   | Ország                                                            | Arany                                                             | Ezüst                                                             | Bronz                                                             | Összesen |
| 1.                                                                | Olaszország (ITA)                                                 | 2                                                                 | 2                                                                 | 1                                                                 | 5        |
| 2.                                                                | Ausztrália (AUS)                                                  | 2                                                                 | 1                                                                 | 0                                                                 | 3        |
| 2.                                                                | Belgium (BEL)                                                     | 2                                                                 | 1                                                                 | 0                                                                 | 3        |
|                                                                   |                                                                   |                                                                   |                                                                   |                                                                   |          |
| 4.                                                                | Dél-afrikai Unió (RSA)                                            | 0                                                                 | 2                                                                 | 1                                                                 | 3        |
|                                                                   |                                                                   |                                                                   |                                                                   |                                                                   |          |
| 5.                                                                | Németország (GER)                                                 | 0                                                                 | 0                                                                 | 2                                                                 | 2        |
| 6.                                                                | Franciaország (FRA)                                               | 0                                                                 | 0                                                                 | 1                                                                 | 1        |
| 6.                                                                | Nagy-Britannia (GBR)                                              | 0                                                                 | 0                                                                 | 1                                                                 | 1        |
|                                                                   |                                                                   |                                                                   |                                                                   |                                                                   |          |
| Összesen                                                          | Összesen                                                          | 6                                                                 | 6                                                                 | 6                                                                 | 18       |

## Érmesek

### Országúti számok
| Az 1952. évi nyári olimpiai játékok érmesei országúti kerékpározásban |                                                                    |                                                                       |                                                                        |
| Versenyszám                                                           | Arany                                                              | Ezüst                                                                 | Bronz                                                                  |
| Férfi országúti mezőnyverseny (190,4 km)                              | André Noyelle · Belgium (BEL) · 5:06:03.4                          | Robert Grondelaers · Belgium (BEL) · 5:06:51.2                        | Edi Ziegler · Németország (GER) · 5:07:47.5                            |
| Országúti csapatverseny                                               | Belgium (BEL) · Robert Grondelaers · André Noyelle · Lucien Victor | Olaszország (ITA) · Dino Bruni · Gianni Ghidini · Vincenzo Zucconelli | Franciaország (FRA) · Jacques Anquetil · Claude Rouer · Alfred Tonello |

### Pályakerékpár
| Az 1952. évi nyári olimpiai játékok érmesei pálya-kerékpározásban |                                                                                               |                                                                                                   |                                                                                                  |
| Versenyszám                                                       | Arany                                                                                         | Ezüst                                                                                             | Bronz                                                                                            |
| Repülőverseny (2000 m)                                            | Enzo Sacchi · Olaszország (ITA) · 12.0                                                        | Lionel Cox · Ausztrália (AUS)                                                                     | Werner Potzernheim · Németország (GER)                                                           |
| 1000 m időfutam                                                   | Russell Mockridge · Ausztrália (AUS) · 1:11.1                                                 | Marino Morettini · Olaszország (ITA) · 1:12.7                                                     | Raymond Robinson · Dél-afrikai Unió (RSA) · 1:13.0                                               |
| Kétüléses (tandem)                                                | Ausztrália (AUS) · Lionel Cox · Russell Mockridge                                             | Dél-afrikai Unió (RSA) · Raymond Robinson · Thomas Shardelow                                      | Olaszország (ITA) · Antonio Maspes · Cesare Pinarello                                            |
| Férfi 4000 méter csapat üldözőverseny                             | Olaszország (ITA) · Marino Morettini · Loris Campana · Mino De Rossi · Guido Messina · 4:46.1 | Dél-afrikai Unió (RSA) · Alfred Swift · George Estman · Robert Fowler · Thomas Shardelow · 4:53.6 | Nagy-Britannia (GBR) · Ronald Stretton · Donald Burgess · George Newberry · Alan Newton · 4:54.1 |